# Leucauge lehmannella
Leucauge lehmannella là một loài nhện trong họ Tetragnathidae.
Loài này thuộc chi Leucauge. Leucauge lehmannella được Embrik Strand miêu tả năm 1908.